# Dacnophora pectinatus
Dacnophora pectinatus är en tvåvingeart som beskrevs av Brown 1988. Dacnophora pectinatus ingår i släktet Dacnophora och familjen puckelflugor.
Artens utbredningsområde är Arizona. Inga underarter finns listade i Catalogue of Life.